# Lachnostoma vanderwerffii
Lachnostoma vanderwerffii är en oleanderväxtart som beskrevs av Morillo. Lachnostoma vanderwerffii ingår i släktet Lachnostoma och familjen oleanderväxter. Inga underarter finns listade i Catalogue of Life.